# Karel Štogl
Karel Štogl (1. června 1973 Brno – 11. června 2021) byl český právník, vysoký státní úředník a vojenský diplomat.

## Životopis
Karel Štogl se narodil v roce 1973 v Brně. Dětství prožil v Mikulově, kde v roce 1987 začal studovat na místním gymnáziu. Následně vystudoval právo na Právnické fakultě Masarykovy univerzity v Brně. Studium ukončil diplomovou prací na téma Penzijní připojištění v roce 1996. Po ukončení studií začal pracovat jako právník a posléze i manažer ve společnostech Víno Mikulov a Galant Mikulov. Od roku 1998 působil jako advokátní koncipient.
V roce 1999 se začal více angažovat ve veřejné správě a politice. Kariéru v této oblasti zahájil na pozici tajemníka Městského úřadu Mikulov, později působil i na Magistrátu města Brna jako vedoucí oddělení projektů hospodářského rozvoje v oblasti cestovního ruchu a řešení nezaměstnanosti. V roce 2001 nastoupil na Ministerstvo obrany, kde působil jako poradce Jaroslava Tvrdíka. Později se přesunul do Vídně, kde působil jako vojenský diplomat v rámci Stálé mise ČR při OSN, OBSE a ostatních mezinárodních organizacích ve Vídni. V letech 2005 – 2006 pracoval jako poradce a osobní tajemník ministra financí.. Následně působil také v Úřadu Regionální rady regionu soudržnosti Střední Čechy. Vrchol jeho úřednické kariéry přišel v roce 2013, kdy mu Jiří Rusnok nabídl pozici ředitele Sekce kabinetu předsedy vlády České republiky na Úřadu vlády.
Vedle působení ve veřejné správě pracoval také v soukromém sektoru, kde se věnoval především právnímu a ekonomickému poradenství, reklamě, PR a marketingu. Těmto aktivitám se věnoval jednak v rámci soukromého podnikání, jednak na manažerských pozicích ve společnostech Deloitte Advisory či KPMG Česká republika.
Karel Štogl hovořil anglicky (absolvoval zkoušku Stanag III), německy a rusky. Od mládí byl aktivním sportovcem, věnoval se především běhu.
V březnu 2017 oznámil svůj zájem kandidovat na prezidenta České republiky v prezidentských volbách 2018. Volební kampaň hodlal oficiálně zahájit v červnu 2017.
Ve volbách do Senátu PČR v roce 2018 kandidoval jako nestraník za Piráty v obvodu č. 56 – Břeclav. Se ziskem 6,57 % hlasů skončil na posledním 7. místě.